# Guillaume Tirel
Pour les articles homonymes, voir Taillevent.
Guillaume Tirel, dit Taillevent, né à Pont-Audemer en 1310, et mort en 1395 à Saint-Germain-en-Laye, est un cuisinier français, à qui est attribué le Viandier, le plus célèbre des livres de cuisine français du Moyen Âge, bien qu'un manuscrit datant d'avant l'époque de Taillevent prouve que l'attribution est postérieure à la création de l'ouvrage.

## Biographie
Taillevent fut enfant de cuisine de Jeanne d'Évreux, queux du roi de France Philippe de Valois et du duc de Normandie, premier queux et sergent d’armes de Charles V et premier écuyer de cuisine du roi. C’est à lui sans doute que doit s’appliquer une pièce conservée au Trésor des chartes, et qui atteste qu’en 1362, le duc de Normandie donna à Guillaume Tirel, dit Taillevant, son queux, la somme de cent francs d’or pour ses bons et agréables services, et pour qu’il achetât une maison en la ville de Paris afin d’être plus près à servir le duc.
En 1381, il entre au service de Charles VI comme premier écuyer de cuisine du roi, qui l’anoblit et auprès de qui il deviendra, en 1392, Maistre des garnisons de cuisine du Roi.
Il meurt en 1395. Sa tombe était autrefois visible au musée de Saint-Germain-en-Laye ; cependant, la stèle est désormais exposée dans la crypte de l'église moderne Saint-Léger dans la même commune.

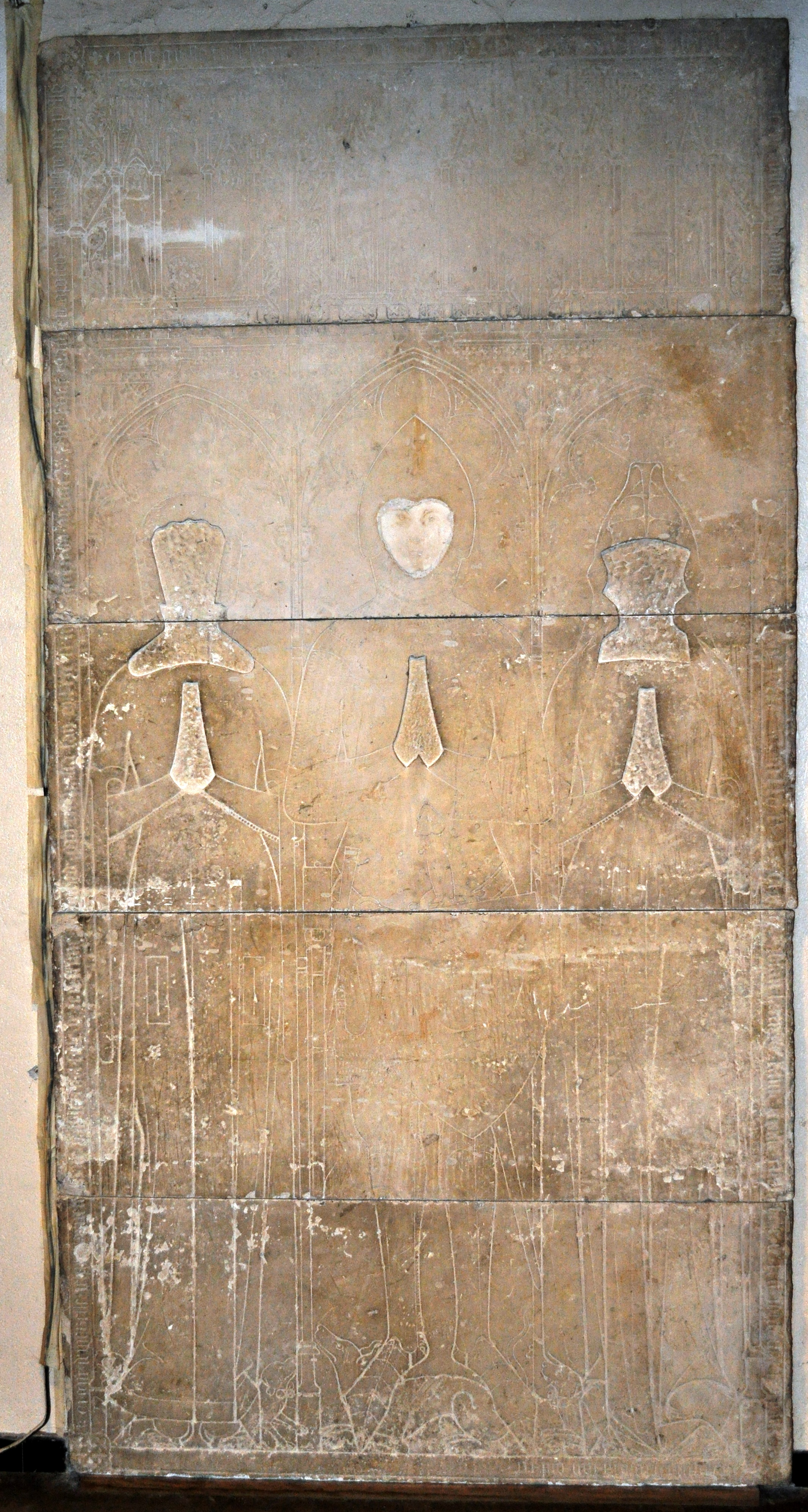
Stèle de la tombe de Guillaume Tirel, dit Taillevent, dans la crypte de l'église Saint-Léger de Saint-Germain-en-Laye.

## Postérité
- Le poète français François Villon (1431-1463) a immortalisé ce grand cuisinier par deux vers de son Testament :

« Si allé veoir en Taillevent Au chapitre de fricassure. »
- « Taillevent » est aussi le nom d’un prestigieux restaurant gastronomique parisien et « Guillaume Tirel » est le nom d'un lycée hôtelier dans le 14e arrondissement de Paris.

## Publication
Le Viandier, livre de recettes du Moyen Âge est attribué à Guillaume Tirel. Il consiste en une reprise d'un ouvrage ancien concernant l'« art du viandier » et est un ouvrage de référence concernant la cuisine française médiévale.

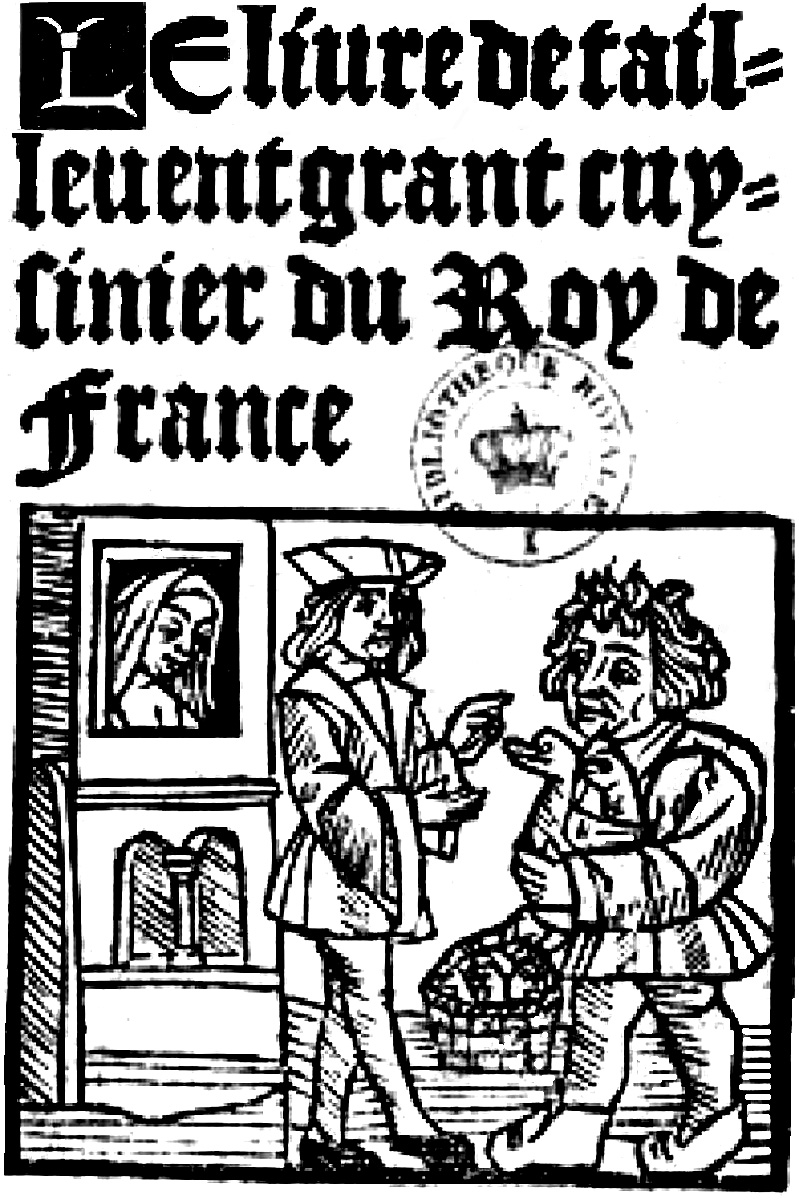
Page de garde du Viandier, de Taillevent.

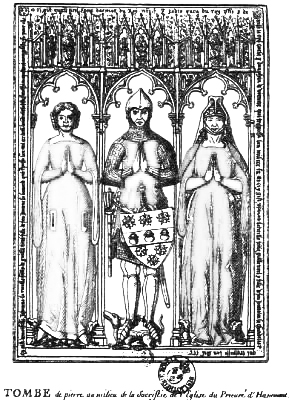
Version noire et blanche de la tombe de Guillaume Tirel.